# 食草樸麗魚
食草樸麗魚，為輻鰭魚綱鱸形目隆頭魚亞目慈鯛科的其中一種，分布於非洲維多利亞湖流域，體長可達8.6公分，棲息在沙底質、植被生長的水域，屬草食性，以藻類為食，生活習性不明。

## 擴展閱讀
維基物種上的相關：食草樸麗魚